# 最终幻想：灵魂深处
《最终幻想：灵魂深处》是由电子角色扮演游戏《最终幻想系列》主創坂口博信执导的计算机动画科幻电影。2001年上映時本作是首部使用逼真电脑动画的电影，并持有耗资最高电子游戏改编电影的记录。电影由温明娜、艾力·寶雲、唐纳德·萨瑟兰、詹姆斯·伍兹、文·雷姆斯、佩里·吉尔平和史蒂夫·布西密配音。虽冠以“最终幻想”之名，但本片的剧情与最终幻想系列中的任一游戏没有关联。《灵魂深处》设定于受到外星亡者灵魂Phantoms攻击的后末日星球，残余的人类被迫躲进“屏障都市”；故事中科学家阿琪·罗斯和希德博士在拯救人类的同时，还要和企图暴力解决冲突的海恩将军斗争。
史克威尔影业采用部分当时处理能力最先进的设备来渲染电影。由960台工作站组成的著色農場渲染了电影的141,964帧。《灵魂深处》由200名员工耗时约四年时间完成。史克威尔有意让阿琪·罗斯成为全球首个电脑动画女星，并计划令其在多部电影中以不同身份登场。
《灵魂深处》首发后获得褒贬不一的评价，但逼真的电脑动画角色获得广泛赞扬。电影开支不断上涨，制作结束时耗资远超预算，最终达到1.37亿美元，然而票房只收回8500万美元。电影被称为票房炸弹，并致使史克威尔影业关闭。

## 剧情
电影设定于被外星生命Phantom入侵的第2065年的星球。和Phantom物理接触的生命会因耗尽盖亚灵魂而死亡，不过轻微接触可能只会感染。幸存的人类居住在由能量屏障保护的“屏障都市”，为解放星球而持续斗争。阿琪·罗斯（温明娜饰）在一次实验受到Phantom感染后，她和导师希德博士（唐纳德·萨瑟兰饰）发现，收集八个特征灵魂并结合起来，可以消灭幽灵。正当阿琪因在纽约城废墟寻找第六个灵魂而被Phantoms围困时，格雷·爱德华兹（艾力·寶雲饰）和他的小分队“Deep Eyes”——成员包括瑞安·惠特克（文·雷姆斯饰）、尼尔·弗莱明（史蒂夫·布西密饰）和 简·普劳德富（佩里·吉尔平饰）——将其救出。据称格雷和阿琪曾有一段恋情。
回到屏障都市后，阿琪陪同希德，以及主张使用强力宙斯空间炮摧毁Phantom的将军海恩（詹姆斯·伍兹饰），一同面见领导委员会。阿琪主张开炮会伤害星球盖亚，同时通过展示自己的灵魂感染因所收集特征灵魂而稳定，成功说服委员会另寻他法消灭Phantom。但海恩错误坚信这正表示阿琪受Phantom控制。就在阿琪和Deep Eyes成功找到第七灵魂时，她的感染恶化并陷入昏迷。阿琪梦见Phantom都是死去外星人的灵魂，它们随毁灭星球的碎片到达了星球。希德用阿琪带来的第七灵魂重新控制感染，阿琪醒了过来。
海恩希望让委员会恐惧而授权发射宙斯炮，调低了城市部分保护屏障的强度。虽然海恩只打算放入少量Phantom，但它的计划出错，大量Phantoms侵占了整个城市。阿琪、希德和Deep Eyes逃往阿琪的飞空艇，但瑞安、尼尔和简在途中都被Phantom所杀。希德发现，第八灵魂在外星陨石撞击星球的陨石坑处。而海恩逃往宙斯空间站，并终于获得开炮的许可。
希德发现第八灵魂位于外星小行星撞击星球的火山口。他载有阿琪和格雷的屏障车降入火山口深处。就在二人眼看到达之时，海恩的宙斯炮击中火山口，不但摧毁了第八灵魂，还暴露了盖亚。阿琪获得Phantom母星的幻视，并借此从外星粒子中找到了第八灵魂。阿琪在醒来后，和格雷将之与其他七个灵魂结合起来。海恩无视过热警报继续发射宙斯炮，最终和炮一起毁灭。因灵魂融入外星盖亚需要物理媒介，格雷选择牺牲了自己成为媒介。随着幽灵升入太空，盖亚恢复正常，星球终于和平。从火山口内被牵引出来的阿琪，抓着格雷的身体，望向刚解放後的世界。

## 制作
坂口博信选择温明娜做阿琪的配音演员，乃因为她符合阿琪的个性。温明娜通过她的经纪人找到角色，并称她感到以自己的配音赋予了角色生命。对于缺少真人演员那临其境与自然感的难点，她表示逐渐习惯；她还称称配音工作没花太多时间，她只需来到录音室“大概四个月，每月一两次”，且无需化妆与换装，工作量轻到不会妨碍她正拍摄的电视连续剧《仁心仁術》。
史克威尔在电影制作中投入使用四台SGI Origin 2000系列服务器，四个Onyx2系统，以及167台Octane工作站。史克威尔使用自己在夏威夷建立的著色農場来渲染基底影片，该农场布置了960台奔腾III-933 MHz工作站。角色动作绘制采用了动作捕捉技术。动画师马修·哈克特称，虽然动作扑捉对许多镜头很有用，但其他情况仍需动画师手工绘制动作。手部和面部动作由纯手工完成。海恩将军的面部特征与姿势由哈克特打底稿。动画师不愿在电影中使用任何真实照片，因而全部背景皆采用数字绘景。含有数字角色的动画镜头一共有1,327个。电影有141,196帧，帧渲染平均耗时90分钟。到制作结束时，史克威尔一共生成了15 TB的图片数据。制作耗时超过四年，据估计相当于约200人120年的工作量。
以全英语拍摄《灵魂深处》的决定很早就已做出。原案由坂口博信编写，名为《盖亚》。剧本由阿尔·赖纳特和杰夫·温塔尔编写。电影由榊原幹典共同导演，会田纯和克里斯·李二人担任制片人。李将首个长篇写实动画电影《灵魂深处》和华特·迪士尼的《白雪公主与七个小矮人》——首个长篇赛璐珞动画——做了对比。为了电影满足导演坂口博信的构想，一些剧本被重新编写，之中大多于制作初期完成。坂口表示他对电影最终剪辑很满意，称他即使有机会也不做任何修改。电影在拍摄即将结束之际巨额超支，为弥补增长制作投入于支付员工薪水，不得不注入新资金。电影最终耗资1.37亿美元，其中约3,000万用电影销售商哥伦比亚影业的营销；开销超出传闻的原7,000万美元预算。单用于史克威尔夏威夷工作室建设的投入为4,500万美元。本片也是哥伦比亚电影公司自1986年《爱心熊2》之后的首部动画长片。

### 角色设计
阿琪的模型是严格遵照人类外貌设计的，坂口再一次采访中称“我认为阿琪看起来很好，并会深信她确实是一个人”。阿琪6万根头发都是独立的，并完全动画化并经过渲染，她的整个模型由超过40万个多边形构成。坂口有意将阿琪作为Square Picture的“主打明星”，并有意向在史克威尔以后的游戏和电影中使用该角色，并能灵活的修改各面貌，比如通过年龄改变面貌。
阿琪的外貌由项目主动画师佐藤胜构思，他创作了几个概念性设计让坂口考量，然后以坂口所选的设计作为角色模型指导。在阿琪的开发中，佐藤为使角色看着更聪明而改变了模型，出于“让人信服她是一名科学家”的考量，他取消了他认为长发化妆的“名模”式角色外观。在一次采访中，佐藤称他正主动尝试让她尽可能看着逼真，使她就动画而言，尽可能在各方面与自己相似，以便他能根据动画，包括他通过面部表情的个人元素。佐藤总结称，阿琪几乎在全部方面都和他相似，而不同之处在于“她更可爱”。
虽然电影中人物非常逼真的外观被公认为技术力作，但一些评论者认为人物渲染落入被机器人科学家称作“恐怖谷”的陷阱。即是指，片中动画角色性格非常现实，但其和现实微妙的不同令人“毛骨悚然”。有一些关于电影票房不佳讨论认为，其原因是观众对几近但不全同于人类外观的CGI“演员”越来越感觉难受。

### 音乐
电影原声专辑由索尼音乐于2001年7月3日发行。艾略特·高登索除了谱写全部配乐外，亦为电影主题曲《灵魂深处》作曲；主题曲由理查德·鲁道夫作词，劳拉·菲比安演唱声乐。导演坂口博信选择广受好评的电影作曲家，而非最终幻想游戏游戏原声作曲植松伸夫，这一决定因诸多游戏爱好者从未听过艾略特而获得褒贬不一的评价。
电影配乐由伦敦交响乐团演奏，比利时作曲家迪尔克·布罗塞指挥，于英国沃特福德竞技场和伦敦AIR林德赫斯特会堂录制，美国曼哈顿中心录音室混音。高登索在专辑说明文字中称，原声是“管弦乐编排技巧、20世纪末期波兰前卫，和我自己在《异形3》、19世纪施特劳斯铜管乐、以及弦乐乐器法中的试验”的结合。艾略特还在电影的“拍摄花絮”短片中称，他在Phantom出现时，为营造天空般的氛围，采用了“幽灵般的合唱”，同时在暴力镜头强化铜管乐群和太鼓节奏。
专辑获得非常评价。Allmusic的尼尔·舒利（Neil Shurley）为专辑打出4/5分，称如果电影本身更流行，专辑可能会获奥斯卡提名，Soundtrack-express.com的给出了类似评论，并打出5/5分。Tracksounds的克里斯托弗·科尔曼（Christopher Coleman）打出10分（满分10分），称他感到专辑“豪壮而宏伟”，配乐提升了影片观看体验。Filmtracks的一名评论打出专辑4分（满分5分），称其为“值得推荐的惬意专辑”。Soundtrack.net的丹·戈德瓦塞尔（Dan Goldwasser）也给出4分（满分5分），并称专辑应“必备”。
专辑最高登上Billboard最佳原声榜单的第19位，并在2001年7月28日位列Billboard 200的第193名。曲目《The Dream Within》获得世界原声奖之“最佳电影原创歌曲”提名，但未胜过《怪物公司》的《If I Didn't Have You》。

## 发售

### 票房
在电影上映之前，已有声音对其商业成功表示怀疑；《时代》杂志的克里斯·泰勒称，此前已有电子游戏改编作创不佳票房的记录，而本片仅仅是坂口的首部故事片。电影于2001年7月2日在美国加利福尼亚洛杉矶曼恩布鲁因斯剧院（Mann Bruins Theater）首映，并于7月11日在美国上映。电影北美票房收入3,200万美元，全球票房总额为8,500万美元。电影在多数东南亚地区票房一般或不佳；但在澳大利亚、新西兰和韩国表现良好。Boston.com在2006年将其列为第四大票房炸弹，在映毕后估计损失超过9,400万美元。CNBC在2012年3月称《灵魂深处》为第9大票房炸弹，但《时代》同日公布的十大票房失败榜单中无本片。

### 媒体评论
在烂番茄的143个评论中，《灵魂深处》获得44%的积极评价，评论共同的看法是电影“提高了电脑动画电影的标准，但故事平淡且缺乏情感”。Metacritic收集28个专业评论的加权得分也为49/100。电影获金卷轴奖之“最佳音效剪辑－动画长篇”以及影评人协会的“最佳动画唱片”提名，但皆未获奖。
罗杰·艾伯特对《灵魂深处》表示大力支持，打出了3.5/4星，并赞扬电影为“技术里程碑”，但他也承认电影基本情节缺少“如史蒂芬·斯皮尔伯格《人工智能》那样的智慧和胆量”。他称他虽然从没有坚信“逼真”的阿琪·罗斯是真实人类的感觉，但他又称，她创作者“敢于激我们去欣赏他们的技巧。如果阿琪并非和人类演员一样真实，她就如修饰光泽完美的玩伴女郎的人类。”他还表示他渴望电影成功，以期望看到更多以此画面制作的电影，但他对电影能力的是否被接受表示怀疑。

### 对阿琪·罗斯的评价
《娱乐周刊》将阿琪称为“时髦女郎”，并称“将这栩栩如生的女主人公叫动画，就如将林布蘭叫涂鸦”。在《Maxim》举办的最性感女郎读者票选中，阿琪在100人中位列87，是首个登上榜单的虚构人物，此外她还出现在当期的封面上。她的外貌获得积极评价，评论称赞了头发渲染等细节精密的角色模型。《纽约时报》形容她有《异形》系列角色埃伦·里普利“血肉丰满的效果”，以及《永不妥协》中茱莉亚·罗伯茨的视觉魅力。赫维·费希尔（在《数字冲击：面对新现实》（Digital Shock: Confronting the New Reality）一书中称阿琪是有着“令人印象深刻美貌”的虚拟女演员，并将其和电子游戏角色劳拉·克劳馥做了对比。与此相反，利维娅·莫内（Livia Monnet）在《机器人幽灵和连线梦想》（Robot Ghosts and Wired Dreams: Japanese Science Fiction from Origins to Anime）里以日本电影中不断被绑架的女子做比方，批评了她的特征，并继续将其存在“淡化”，称其之代表着计算机生成角色，“一个没有真正所指，设想的女性影片角色”。《动作与冒险电影》（Action and Adventure Cinema）的作者马克·奥戴（Marc O'Day）形容她是科幻电影中“至少公开引起性欲”的女性角色，但书也认为她是海报女郎类角色处理方式的例子之一，“转变为性欲幻想机器”。

### 影响与跨媒体
据艾尼克斯创办人福岛康博称，史克威尔和艾尼克斯的合并计划早在2000年就有考虑，但史克威尔因《灵魂深处》的失败而大幅亏损，艾尼克斯产生犹豫而导致合并延迟。史克威尔影业在2002年1月下旬宣布关闭，重要原因是《灵魂深处》的商业失败。
电影CGI效果相对顺利的用于后来的电影，如詹姆斯·卡梅隆的2009年电影《阿凡达》。BioWare艺术总监德里克·沃茨（Derek Watts）在2011年称，《灵魂深处》是影响动作角色扮演游戏系列质量效应成功的重要因素。
虽然《灵魂深处》零散改编自游戏，但电影本身从无改编回游戏的计划。坂口表示此因当时游戏硬件能力有限，任何改编游戏的图形都远落后于电影本身。
由迪安·韦斯利·史密斯改编的小说由Pocket Books于2001年6月出版。配套书《最终幻想：灵魂深处的幕后》（The Making of Final Fantasy: The Spirits Within）由BradyGames于2001年8月出版。该书为240页全彩，由史蒂文·L·肯特编辑，其中收录由导演坂口博信的前言，以及电影各方面的创作信息，包括概念创作图、故事板、布景与道具、动作捕捉与动画，以及全脚本的草稿。

## 奖项
电影获得2002年日本新媒体动漫艺术节之“评审团奖”。电影获得第49界金卷轴奖之“最佳音效剪辑－长篇动画电影，国内和海外”，以及第5届在线影评人协会奖之“最佳动画长篇”奖。电影预告片或第三届金预告片奖之“金羊毛”奖。
| 年份 | 活动                 | 奖项                       | 获提名者                                                           | 结果 |
| ---- | -------------------- | -------------------------- | ------------------------------------------------------------------ | ---- |
| 2002 | 金卷轴奖             | 最佳音效剪辑－长篇动画电影 | 音效剪辑团队                                                       | 提名 |
| 2002 | 金预告片奖           | 金羊毛                     | 《最终幻想：灵魂深处》预告片 （Giaronomo Productions, Inc.）       | 提名 |
| 2002 | 日本新媒体动漫艺术节 | 陪审团奖                   | 《最终幻想：灵魂深处》                                             | 獲獎 |
| 2002 | 在线影评人协会奖     | 最佳长篇动画               | 《最终幻想：灵魂深处》                                             | 提名 |
| 2002 | 土星奖               | 最佳DVD特别版              | 《最终幻想：灵魂深处》DVD                                          | 提名 |
| 2002 | 世界原声奖           | 最佳电影原创歌曲           | 《The Dream Within》 （艾略特·高登索、理查德·鲁道夫、萝拉·菲比安） | 提名 |

## 家用媒体
DVD版电影于2001年10月23日发售，蓝光版于2007年8月7日推出。电影DVD版在发售两周前登上亚马逊最期待产品榜单，同时公司期望此举能挽回部分票房失利的损失。双版本皆收录两个全长评述音轨，其一为榊原幹典、镜头监督林田宏之、主美术Tatsuro Maruyama和生物监督Takoo Noguchi；其二是动画导演安迪·琼斯（Andy Jones）、剪辑克里斯·S·卡普和舞台导演Tani Kunitake以及带评论的独立配乐。其亦收录基本CGI于草图版本的电影，及其弹出式解说。其中还有电影演员跳迈克尔·杰克逊歌曲《Thriller》舞蹈的彩蛋。另有15段短片，之七为角色档案，之三为交通工具比较，此外另有一个互动“拍摄花絮”短片。之外还有阿琪梦境完整镜头、电影原版开场镜头、以及故意删减的片段。High-Def Digest的彼得·布拉克（Peter Bracke）称，DVD“如此塞满附加内容几乎无法抗拒”，索尼“毫无保留”送出附加内容可能试图促进DVD销售与挽回损失。DVD获得第28届土星奖之“最佳DVD特别版”提名。
DVD Talk的阿龙·拜尔勒（Aaron Beierle），给DVD正面评价，给音频质量、视频质量、和特别内容打出4.5（总分5星）。Blu-ray.com的达斯廷·索姆纳（Dustin Somner）给蓝光版的视频质量和特别内容打出5星满星，给音频质量打出4.5星（总分5星）。彼得·布拉克为蓝光版打出4星（总分5星）的总评。

## 脚注